# Operacja Glenna

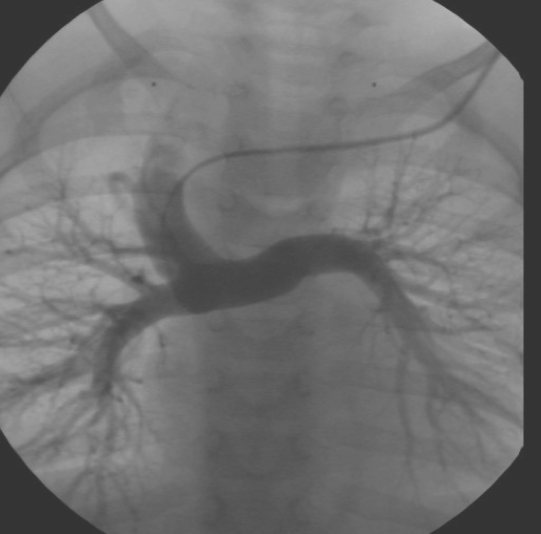
Angiografia - dwukierunkowe zespolenie Glenna

Operacja Glenna – klasyczna jest połączeniem żyły głównej górnej (VCS) z prawą tętnicą płucną i została opisana przez Williama Glenna w 1958 r. Krew z VCS spływała przez prawą tętnicę płucną tylko do płuca prawego. Obecnie stosowana modyfikacja - tzw. dwukierunkowe zespolenie Glenna – wprowadzona przez Azzolinę, która polega na połączeniu żyły głównej górnej w obrębie pnia płucnego z napływem krwi żylnej z VCS do obu płuc (dwukierunkowo - do lewego i prawego płuca). Zabieg ten stanowi jedną z metod chirurgicznych poprawiających czynność serca u chorych z tzw. sercem jednokomorowym. Zazwyczaj dwukierunkowe zespolenie Glenna jest drugim z trzech etapów operacji rekonstrukcyjnych serca jednokomorowego (Operacja Norwooda), w przypadku gdy korekcyjna operacja odtworzenia serca dwukomorowego nie jest możliwa.
Operację przeprowadza się w krążeniu pozaustrojowym. Po wypreparowaniu VCS i prawej tętnicy płucnej wraz z pniem, VCS zostaje przecięta powyżej ujścia do prawego przedsionka i po nacięciu grzbietowej części tętnicy płucnej wykonuje się zespolenie obwodowego końca VCS koniec do boku z naciętą tętnicą płucną.